# Институт по обща и неорганична химия

Институтът по обща и неорганична химия е научно звено в научно-изследователското направление по нанонауки, нови материали и технологии на Българската академия на науките.
Научноизследователската дейност на института е организирана в три тематични направления:
- неорганично материалознание;
- химия на твърди повърхности;
- методи за анализ.

Иновационната дейност се развива в областта на екотехнологиите за получаване на високотехнологични нови материали и екологично съобразното оползотворяване на природните ресурси.